# Laerte Bessa
Laerte Rodrigues de Bessa (Goiânia, 1º de maio de 1954) é um político brasileiro filiado ao Partido Liberal (PL). Foi deputado federal pelo Distrito Federal. Foi filiado ao Partido Social Cristão.
Em 17 de novembro de 2003, ainda chefe da polícia civil de Brasília, Laerte ficou gravemente ferido em um acidente, quando o veículo, no qual viajava como passageiro, capotou seis vezes na BR-070. O motorista era o cantor Leonardo.
Em 14 de junho de 2016, apoiou o Deputado Eduardo Cunha votando contra a sua cassação no comitê de ética da Câmara dos Deputados.
Em agosto de 2017 votou pelo arquivamento da denúncia de corrupção passiva do presidente Michel Temer.
Em novembro de 2019, se envolveu em polêmica em seu prédio depois de ameaçar, agredir fisicamente e xingar o agente de portaria e também o síndico por confusão envolvendo a entrega de um pedido de refeição por aplicativo feito fora do horário de entregas permitido pela convenção do condomínio.